# Triatlo nos Jogos Asiáticos de 2022
O triatlo nos Jogos Asiáticos de 2022 foi realizado no curso de triatlo do Centro Esportivo Chun'an Jieshou, localizado na cidade de Hangzhou, na China, entre os dias 29 de setembro a 2 de outubro de 2023. Homens e mulheres competiram em eventos individuais, além de um evento de  revezamento de gênero misto.
O triatlo individual tinha três componentes: 1,5 km de natação, 40 km de ciclismo e 10 km de corrida. O evento de revezamento contou com equipes de quatro competidores, onde cada um completou 300 m de natação, 6,7 km de bicicleta e 1,86 km de corrida.

## Cronograma
| F | Final |

| Evento↓/Data →      | 29º Sex | 30º Sáb | 1º Dom | 2º Seg |
| ------------------- | ------- | ------- | ------ | ------ |
| Indivíduo masculino | F       |         |        |        |
| Indivíduo feminino  |         | F       |        |        |
| Revezamento misto   |         |         |        | F      |

## Nações participantes
Um total de 70 atletas de 20 nações competiram no triatlo nos Jogos Asiáticos de 2022:
- CAM Camboja (1)
- CHN China (5)
- HKG Hong Kong (5)
- INA Indonésia (1)
- JPN Japão (5)
- JOR Jordânia (2)
- KAZ Cazaquistão (5)
- KUW Kuwait (2)
- KGZ Quirguistão (1)
- MAC Macau (4)
- MGL Mongólia (5)
- NEP Nepal (4)
- PLE Palestina (2)
- PHI Filipinas (5)
- QAT Catar (2)
- SGP Singapura (4)
- KOR Coreia do Sul (5)
- THA Tailândia (5)
- ARE Emirados Árabes Unidos (3)
- UZB Uzbequistão (4)

## Medalhistas
| Evento              | Ouro                                                       | Prata                                               | Bronze                                                         |
| ------------------- | ---------------------------------------------------------- | --------------------------------------------------- | -------------------------------------------------------------- |
| Indivíduo masculino | Kenji Nener JPN Japão                                      | Makoto Odakura JPN Japão                            | Ayan Beisenbayev KAZ Cazaquistão                               |
| Indivíduo feminino  | Yuko Takahashi JPN Japão                                   | Lin Xinyu CHN China                                 | Yang Yifan CHN China                                           |
| Revezamento misto   | JPN Japão Kenji Nener Yuko Takahashi Takumi Hojo Yuka Sato | CHN China Li Mingxu Lin Xinyu Fan Junjie Huang Anqi | HKG Hong Kong Wong Tsz To Bailee Brown Jason Ng Charlotte Hall |

## Tabela geral de medalhas
| Pos.               | País               | Ouro | Prata | Bronze | Total |
| ------------------ | ------------------ | ---- | ----- | ------ | ----- |
| 1                  | Japão (JPN)        | 3    | 1     | 0      | 4     |
| 2                  | China (CHN)        | 0    | 2     | 1      | 3     |
| 3                  | Cazaquistão (KAZ)  | 0    | 0     | 1      | 1     |
| 3                  | Hong Kong (HKG)    | 0    | 0     | 1      | 1     |
| Total (4 entradas) | Total (4 entradas) | 3    | 3     | 3      | 9     |